# Франсис Дрейк
Сър Франсис Дрейк (на английски: Francis Drake) е английски пират, мореплавател, изследовател, герой от много морски битки. Занимавал се също с политика и инженерство. Той е първият англичанин, който обикаля земното кълбо по вода (1577 – 1580) и така става вторият мореплавател след Фернандо Магелан, осъществил пълно околосветско пътешествие.

## Произход и посвещаване в пиратство (1540 – 1570)
Роден е на 13 юли 1540 година в Тависток, графство Девън, Югозападна Англия, най-голямото от дванадесетте деца на Едмънд Дрейк, земеделец и протестантски пастор. Едва на 12-годишна възраст Дрейк се качва на търговски кораб като юнга. Капитан на кораба, на който служи, е далечен роднина на семейството. Той толкова харесва момчето, че му завещава кораба си. Така на около 20-годишна възраст Дрейк става капитан и притежател на собствен кораб. Известно време извършва търговски курсове между Англия и Холандия, но след като Испания забранява търговските връзки между двете страни, през 1567 г. Дрейк е принуден да продаде кораба си и да започне да работи за своя братовчед Джон Хоукинс. Двамата с него плават до о-вите Зелени нос, откъдето товарели роби и ги превозвали до Централна Америка, за да ги продадат, но Испания забранява на други търговци, освен испанци, да търгуват с роби и преследва жестоко всеки, който наруши забраната. Дрейк и Хоукинс не се отказват и при едно от тяхното плаване към Америка корабите им, натоварени с роби, са вероломно нападнати от испанците в пристанището Сан Хуан де Улуа и всичките им кораби с изключение на два са разрушени. При завръщането си в Англия те искат обезщетение от английското правителство, но не го получават и решават да възстановят загубите с пиратски експедиции срещу испанския търговски флот. Така е поставено началото на пиратската му кариера.

## Пиратски набези в Карибско море (1570 – 1577)
След 1570 г., Дрейк предприема няколко плавания до Карибските острови (наричани тогава „Западни Индии“) и напада испански кораби, натоварени със злато и сребро. При третото си плаване превзема и ограбва испанския град Номбрес де Диос. Поради сериозните щети много от крайбрежните градове са изоставени. Дрейк се зарича при следващата му експедиция неговият кораб да стане първият английски, който ще преплава Тихия океан.
Дрейк бързо се прочува като опасен и неуловим пират. По това време той качва на кораба един бивш африкански роб, за когото се знае, че се казвал Диего. Диего бързо спечелва доверието на Дрейк и става негова дясна ръка. Той го придружава в повечето от плаванията му. През 1575 г. към екипажа на прочутия пират се присъединява и неговият племенник Джон, който по това време е дете.

## Второ околосветско плаване (1577 – 1580)

### Опустошаване на тихоокенското крайбрежие на Америка (1577 – 1579)
През 1577 г. английската кралица Елизабет I възлага на Дрейк тайна мисия – да изследва южната част на Тихия океан и да потърси Южния континент (днешна Австралия).
На 13 декември 1577 г. Дрейк тръгва от английското пристанище Плимът с кораба „Златната кошута“ (100 т) и още четири по-малки, със 115 души екипаж, по пътя на Магелан. През април 1578 пиратите достигат до бреговете на Южна Америка в района на Ла Плата и бавно се придвижват на юг. В края на юни, средата на зимата в южното полукълбо, те се установяват в залива Сан Хулиан, където близо 60 години по-рано зимува и Фернандо Магелан, и Дрейк, подобно на великия си предшественик, потушава бунт на корабите си и привежда в изпълнение смъртни присъди. В средата на август пиратите продължават на юг, вече на три кораба (поради негодността на един от тях да плава е запален и изгорен) и навлизат в Магелановия проток. След две седмици и половина флотилията навлиза в Тихия океан и завива на север. Скоро обаче се разразява голяма буря, която завинаги разделя трите кораба. Единият от корабите изчезва безследно, а другият след месец борба със стихиите успява да се върне в Магелановия проток и благополучно да се прибере в Англия.
През тези два месеца Дрейк и „Златната кошута“ са отнесени далеч на юг, като по този начин англичаните на 24 октомври 1578 г. откриват протока Дрейк, разделящ Антарктида от Америка (факт, който някои историци оспорват). Дрейк слиза на остров, наречен от него „Елизабет“ в чест на английската кралица, според него най-южната суша, където се срещат водите на Атлантическия и Тихия океан (най-вероятно днешния остров Хендърсън в югозападната част на Огнена земя). След това корабът се насочва на север към Валпарайсо, където предварително е уговорена среща с останалите кораби. Въпреки че другите английски кораби не се явяват, Дрейк разграбва Валпарайсо и завзема стоящия в пристанището испански кораб, натоварен с вино и злато. След Валпарайсо, Дрейк се убеждава, че останалите два кораба няма повече да се появят и самостоятелно поема на север покрай западното, тихоокеанско крайбрежие на Южна Америка, като продължава да ограбва градовете по крайбрежието на Чили и Перу и да пленява незащитените испански кораби, натоварени със стоки и скъпоценности.

### Откриване на Нови Албион (1579)
Опасявайки се от морските бури и от испанска блокада на Магелановия проток, Дрейк решава да продължи на север покрай западното крайбрежие на Централна и Северна Америка, и да се завърне в Англия, като заобиколи от север Северна Америка. Плавайки покрай западното крайбрежие (в някои участъци корабът се отклонява далеч от брега) през юни 1579 г., англичаните достигат на север до 43° с.ш., но поради лошото време (снеговалежи и бури) корабите обръщат на юг и откриват участък от западния бряг на Северна Америка, в т.ч. залива Дрейк в Калифорния (17 юни, вторично, 38°01′ с. ш. 122°58′ з. д. / 38.016667° с. ш. 122.966667° з. д.) и о-вите Фаралон (37°44′ с. ш. 123°02′ з. д. / 37.733333° с. ш. 123.033333° з. д.).
Пиратите слизат на брега на залива и пристъпват към ремонт на кораба, който за близо двегодишно плаване е понесъл доста повреди. Там англичаните завързват дружески отношения с местните индианци, които в замяна на дребни изделия ги снабдяват с хранителни припаси. По време на голямо увеселение с местния вожд и неговото племе Дрейк тържествено издига английското знаме и обявява всички тези земи за владение на английската кралица. Преди отплаването си от залива англичаните поставят на брега стълб и заковават на него медна плочка, на която са изписани името на кралица Елизабет, датата на пристигането и „доброволното присъединяване“ на индианците към английската кралица. Край стълба Дрейк заравя сребърна монета с изображението на кралицата и нейния герб. (Табелката и монетата са намерени малко преди Втората световна война в „района на Сан Франциско“).

### Завършване на околосветското плаване (1579 – 1580)
В средата на юли 1579 г. Дрейк потегля през Тихия океан към островите Ладронес (Мариански острови), до които достига в края на септември след 68-дневно плаване, а през ноември „Златната кошута“ хвърля котва на остров Тернате от Молукските о-ви. Местният управител, враждуващ с португалците, снабдява англичаните с необходимите им хранителни продукти. В края на 1579 г. пиратите пребивават почти месец на необитаем остров южно от Сулавеси, тъй като корабът отново се нуждае от ремонт, а те от почивка. След това корабът блуждае още няколко седмици в началото на 1580 г. в лабиринта от острови, като се натъква на подводен риф и едва не потъва. Край Ява от местните жители англичаните научават, че недалеч също има такива големи кораби като техния и тъй като няма никакво желание да се среща с португалците, Дрейк решава да не се бави повече, взимайки курс към нос Добра Надежда. В края на юни носът е заобиколен, след два месеца е пресечен и Северният тропик и на 26 септември 1580 Дрейк се завръща в Англия с пълни трюмове с подправки, картофи и испанско злато и сребро – след две години и десет месеца плаване.
Така Дрейк, втори след Магелан, осъществява околосветско плаване и става първият европеец, който вижда западните брегове на Канада.

### Значение на плаването на Дрейк
Пиратският рейд на Дрейк открива за английските кораби морските пътища, известни по-рано само на испанците и португалците, и в същото време рязко обтяга англо-испанските отношения. Испанският посланик в Лондон настоява екипажът да бъде обесен, но кралица Елизабет I защитава моряците, като използва факта, че Испания подстрекава бунтовете срещу нейното управление и третира английските кораби по същия начин, както Дрейк третира испанските. Освен това тя държи на правото на англичаните да прекосяват Тихия океан, въпреки че според Договора от Тордесиляс испанците гледат на него като на свое вътрешно море. Кралицата обсипва Дрейк с кралски милости. Присъжда му титлата баронет, приема от него скъпоценни подаръци и лично „ощастливява със своето присъствие“ блестящия банкет, устроен на пиратския кораб в нейна чест. Тя заповядва да се докладва на испанския посланик, че всички ценности ще се съхраняват в кралската съкровищница дотогава, докато между Англия и Испания не се изгладят дипломатическите отношения. От този момент испанците започват да наричат Дрейк „Ел Драк“ – Драконът.

## Следващи години (1580 – 1596)
През 1582 г. Дрейк става кмет на Плимът и съветник на английското правителство по морските въпроси. През 1585 става член на Парламента. През есента на същата година е изпратен с флот от 25 кораба в Испанска Америка, за да отмъсти за ембаргото, което Испания е наложила на английските кораби. При това пътуване Дрейк ограбва испанския град Виго (Галисия), след това прекосява Атлантика и превзема и ограбва Санто Доминго, Картахена и няколко градчета във Флорида. Дрейк завежда и подслонява първите английски колонизатори във Вирджиния и се връща в Англия през лятото на 1586 г.
Следващата задача, която му е възложена, е да атакува испанските пристанища, в които за нашествие в Англия се подготвя така наречената „Непобедима Армада“. През 1587 г. в операцията, която впоследствие ще бъде наречена „подпалването на брадата на Филип“ Дрейк напада Кадис и Ла Коруня унищожавайки 37 кораба (това принуждава испанския крал Филип II да отложи заплануваното нахлуване в Англия с една година). В битката Дрейк използва запалителни кораби, които се врязват сред испанската флотилия и я принуждава да излезе в открито море по време на силна буря. След този удар Испания никога повече не успява да възвърне морската си мощ.
През следващия месец Дрейк патрулира около брега на Португалия, издирвайки и унищожавайки испански снабдителни кораби. През 1588 г. в сраженията срещу Непобедимата армада Дрейк заема поста вицеадмирал на английската флота. Заслугите му за победата над Армадата са от първостепенно значение и той използва влиянието си над правителството, за да усилва морската мощ на Англия.
За дейността му през следващите 5 години няма сведения. Последната му експедиция през 1595 г. със сър Джон Хоукинс до Западните Индии е неуспешна. Испанците са предупредени и всяко тяхно пристанище е силно укрепено. Хоукинс умира близо до Пуерто Рико при атаката им над град Сан Хуан, а Дрейк заболява от дизентерия и умира на 28 януари 1596 година в Портобело, провинция Колон, Панама. Погребан е в дървен ковчег в морето.
Още приживе Дрейк се превръща в легенда. Неговите съвременници разказват, че адмиралът бил много религиозен, смел и решителен мъж. Грижел се за екипажа си, но и изисквал от моряците пълно подчинение.
Днес на входа на пристанището в Плимът огромна статуя на сър Франсис Дрейк продължава да напомня за известния мореплавател и смел пътешественик.

## Памет
Неговото име носят:
- естуар Дрейк на север от залива Дрейк в щата Калифорния, САЩ;
- залив Дрейк (38°01′ с. ш. 122°58′ з. д. / 38.016667° с. ш. 122.966667° з. д.) на Тихия океан, на брега на щата Калифорния, САЩ;
- залив Дрейк (8°41′34″ с. ш. 83°39′48″ з. д. / 8.692778° с. ш. 83.663333° з. д.) на Тихия океан, на брега на Коста Рика;
- селище Дрейк Бей в Коста Рика на брега на залива Дрейк;
- проток Дрейк между Южна Америка на север и Антарктида на юг.